# Sascha Anderson
Alexander Anderson, meglio conosciuto come Sascha Anderson (Weimar, 24 agosto 1953), è uno scrittore e editore tedesco.

## Biografia
Figlio di un drammaturgo teatrale e di un architetto, Anderson è stato nei primi anni '80 uno dei maggiori esponenti della controcultura dissidente della Germania dell'Est, a cui ha contribuito come membro e autore di testi in alcune band musicali underground, come autore di saggi provocatori e come editore di una piccola casa editrice alternativa a Prenzlauer Berg.
Nel 1984 è emigrato a Berlino Ovest, dove ha continuato con successo la sua attività di autore. Nel 1991, durante una premiazione, il poeta e cantautore Wolf Biermann ha rivelato che in realtà dal 1975 fino alla caduta del muro Anderson era un informatore della Stasi sotto copertura con i nomi in codice "David Menzer", "Fritz Müller" e "Peters", in effetti dal 1975 al 1989 Sascha Anderson era uno strumento attivo nelle mani della Stasi. Il susseguente scandalo ha portato a riconsiderare con scetticismo l'autenticità dell'intera produzione culturale dissidente della Germania dell'Est del tempo. Dopo avere inizialmente negato, Anderson ha successivamente ammesso le sue responsabilità, pur senza fornire ulteriori chiarimenti e motivazioni.